# John Kern Strecker
John Kern Strecker junior (* 10. Juli 1875 in Waterloo, Illinois; † 9. Januar 1933 in Waco, Texas) war ein US-amerikanischer Naturhistoriker und Naturkundler.
Der Sohn von John Kern Strecker (senior) und Sallie F. (geb. Agnew) war mit seiner Familie 1887 aus Fort Scott, Kansas nach Texas gekommen. Strecker arbeitete ohne formalen Schulabschluss in der Tradition seines Vaters zunächst als Steinmetz. Früh entwickelte er dabei ein ausgeprägtes naturkundliches Interesse. Seine ersten wissenschaftlichen Arbeiten veröffentlichte er mit 16 Jahren. Später wurde er ein anerkannter Experte für Reptilien und Amphibien in Texas.
John Kern Strecker wurde 1903 Kurator des naturhistorischen Museums der Universität Waco/Texas. In seiner bis 1933 andauernden Amtszeit wurde das 1857 aus einer Sammlung von Mineralien, Muscheln und Versteinerungen entstandene älteste Museum in Texas und seine Sammlungen stark erweitert. Die bis dahin „Baylor University Museum“ genannte Einrichtung wurde 1940 nach ihrem langjährigen Kurator in Strecker Museum umbenannt.
Strecker war seit dem 27. Oktober 1915 mit Mary Ruby Boyd verheiratet. Die Ehe blieb kinderlos. Strecker starb 1933 an einem Herzinfarkt.

## Dedikationsnamen
Mehrere Reptilien wurden ebenfalls nach ihm benannt:
- Ficimia streckeri (Mexikanische Hakennasennatter)[1]
- Pseudacris streckeri (Chorfrosch)
- Sistrurus miliarius streckeri (Zwergklapperschlange)[1]